# Darkush (nahija)
Nahija Darkush (ar. ناحية دركوش) je nahija u okrugu Jisr al-Shughur, u sirijskoj pokrajini Idlib. Po popisu iz 2004. (prije rata), nahija je imala 23.022 stanovnika. Administrativno sjedište je u naselju Darkush.